# Gotha WD 8
Die Gotha WD 8 war ein deutsches Militärflugzeug der Gothaer Waggonfabrik aus dem Ersten Weltkrieg.

## Entwicklung
Die WD 7 erschien 1916 und stammte aus der Gotha-WD-Reihe (WD=Wasser-Doppeldecker), einer Familie von Schwimmerflugzeugen, und war als Mehrsitzer ausgeführt. Sie ähnelte in der Konstruktion dem Vorgänger WD 7, war aber statt zweier Antriebe nur mit einem, dafür stärkeren Motor von Maybach ausgerüstet. Das Muster war komplett in Holzbauweise mit Stoffbespannung gehalten, die zweistufigen Schwimmer waren 6,65 m lang bei einer Breite von 0,80 m und wogen 95 kg. Das Volumen betrug 2100 l. Der Prototyp wurde am 22. April 1915 bestellt, mit der Marine-Nummer 476 am 15. Februar 1916 nach Warnemünde geliefert und am 8. April 1916 abgenommen. Der Propeller wurde von der Firma Reschke zugeliefert; der Durchmesser betrug 3,00 m bei einer Steigung von 1,85.
Für 1918 waren Versuche mit einem 260-PS-Motor von Daimler unter der Bezeichnung WD 28 geplant, die jedoch nicht durchgeführt wurden.

## Technische Daten

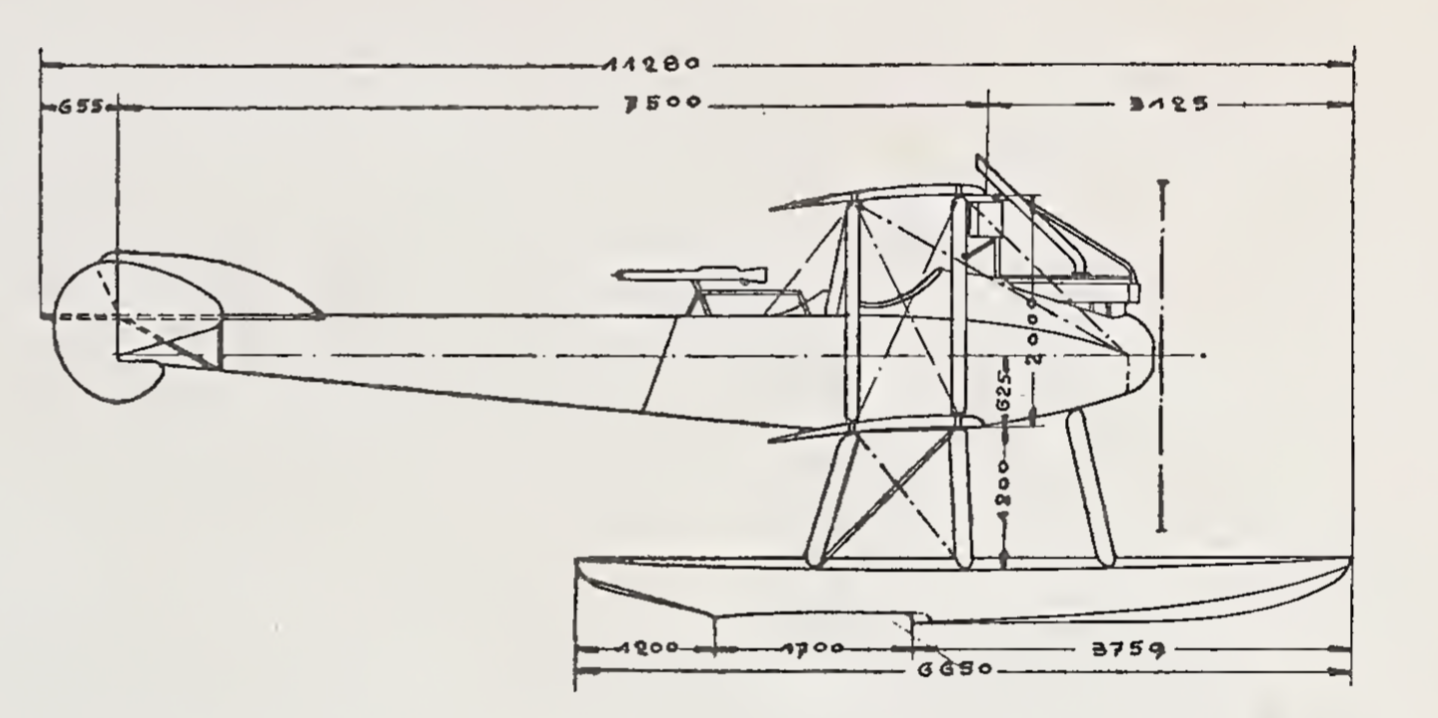
Seitenriss der Gotha WD 8

| Kenngröße             | Daten                                                                                     |
| --------------------- | ----------------------------------------------------------------------------------------- |
| Besatzung             | 2                                                                                         |
| Länge                 | 11,28 m                                                                                   |
| Spannweite            | Oberflügel 16,00 m, Unterflügel 14,80 m                                                   |
| Höhe                  | 4,10 m                                                                                    |
| Flügelfläche          | 55,50 m²                                                                                  |
| Querruder             | 4,0 m²                                                                                    |
| Höhenruder            | 2,0 m²                                                                                    |
| Seitenruder           | 1,4 m²                                                                                    |
| Leermasse             | 1254 kg                                                                                   |
| Startmasse            | 1774 kg                                                                                   |
| Triebwerk             | ein wassergekühlter 6-Zylinder-Reihenmotor Maybach Mb IV mit 240 PS (177 kW) Nennleistung |
| Brennstofftank        | 234 l                                                                                     |
| Höchstgeschwindigkeit | 135 km/h auf Meereshöhe                                                                   |
| Steigleistung         | auf 1000 m: 6:30 min auf 2000 m: 17 min                                                   |
| Dienstgipfelhöhe      | 4500 m                                                                                    |
| Reichweite            | 480 km                                                                                    |
| Flugdauer             | 3 h                                                                                       |
| Bewaffnung            | ein bewegliches 7,9-mm-MG                                                                 |